# Josef Herrmann

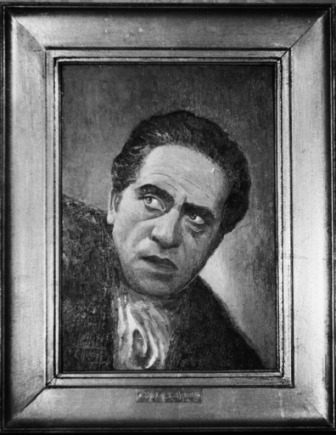
KS Herrmann

Josef Herrmann (Darmstadt, 20 de abril de 1903 - Hildesheim, 19 de noviembre de 1955) fue un bajo barítono alemán de destacada actuación en ópera wagneriana en las décadas de 1930 y 1950.
Estudió en el conservatorio de Darmstadt debutando en su ciudad natal, en Kaliningrado y en Núremberg. En 1938 cantó El holandés errante en la Semperoper de Dresde donde Karl Böhm lo contrató permanentemente como miembro del famoso elenco de esa casa lírica, permaneciendo hasta 1945 cuando la ciudad y el teatro sufrieron completa destrucción en el bombardeo de ese año.
También actuó en la Wiener Staatsoper desde 1942 y en la Opera de Berlín entre 1945-1955, actuando en París, Múnich, La Scala donde cantó El anillo del nibelungo bajo Wilhelm Furtwängler, el Festival de Salzburgo y el Teatro Colón de Buenos Aires en 1950.
Se lo recuerda particularmente como Pizarro, Jokanaan, Scarpia, Escamillo, Felipe II, Gunther, El holandés errante, Wotan y Hans Sachs.

## Discografía principal
- Beethoven: Symphony No 9 / Böhm
- Bizet: Carmen / Böhm
- Strauss: Salome / Moralt
- Wagner: Gotterdammerung / Furtwangler
- Wagner: Siegfried / Furtwangler
- Wagner: Der Ring Des Nibelungen / Furtwängler, La Scala